# Chiesa dell'Ecce Homo (San Giovanni in Fiore)
La chiesa dell'Ecce Homo è una chiesetta di San Giovanni in Fiore, costruita nell'allora frazione di  Palla Palla, oggi quartiere della cittadina. La chiesa risale agli inizi del Settecento.

## Storia
La piccola chiesa venne edificata nel 1700 quando la frazione di  Palla Palla cominciò a crescere e popolarsi. Si ritenne pertanto necessario la realizzazione di una cappella per soddisfare il bisogno dei fedeli. La chiesa venne pertanto realizzata lungo la strada che da San Giovanni in Fiore porta a Savelli.

### Arte e architettura
La chiesetta è dotata di una copertura lignea a semibotte. Interessante è il portale in pietra arenaria, mentre al suo interno conserva un pregevole busto ligneo, opera del maestro locale Antonio Biafora, che raffigura l'Ecce Homo. Il busto è collocato sopra un piccolo altare in pietra locale. La chiesetta ha subito nel corso dell'ultimo secolo alcuni interventi di restauro. Il primo, nell'immediato dopoguerra, ha consolidato la struttura e modificato il portale. Il secondo intervento, più consistente, ha previsto l'ampliamento della chiesa, con l'allungamento dell'unica navatella, la disposizione del portale, spostato dove prima vi era l'altare, e la creazione di un nuovo altare. Inoltre sul lato sinistro della chiesetta è stato realizzato un piccolo campanile. La necessità dei lavori di ampliamento e soprattutto, invertire l'ingresso, fu necessitato dal fatto che la chiesetta dava le “spalle” alla strada principale, realizzata antecedente l'edificio religioso.
Nell'ultima domenica del mese di maggio, vi si celebra la festa dell'Ecce Homo, che dura tre giorni e richiama in presso la chiesetta numerosi fedeli provenienti da ipaesi del circondario.

## Galleria d'immagini

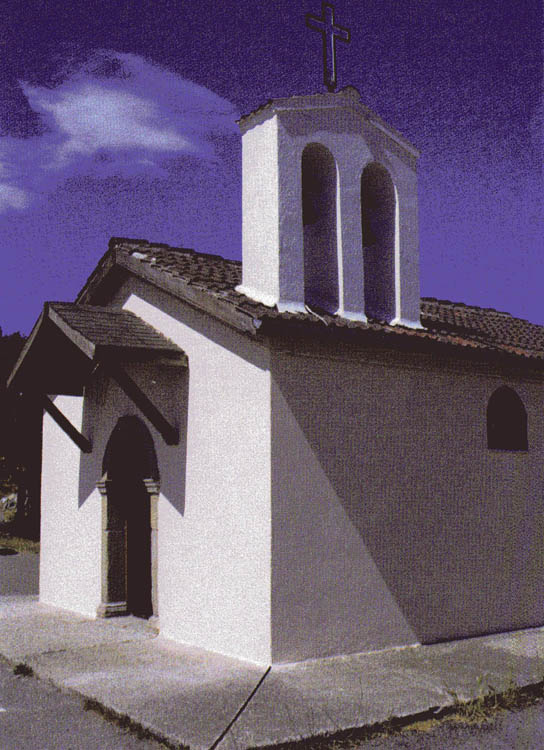
La chiesa prima dell'ampliamento
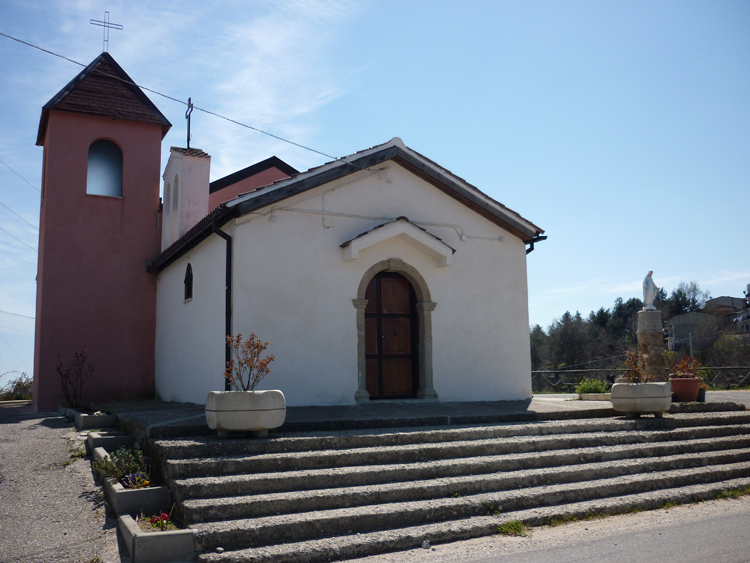
La chiesa dopo l'ampliamento